# Korotkowo (rejon wołogodzki)
Korotkowo (ros. Коротково) – wieś w Rosji, w rejonie wołogodzkim obwodu wołogodzkiego. W 2010 r. liczyła 5 mieszkańców.